# Ludwig Lange (Architekt)

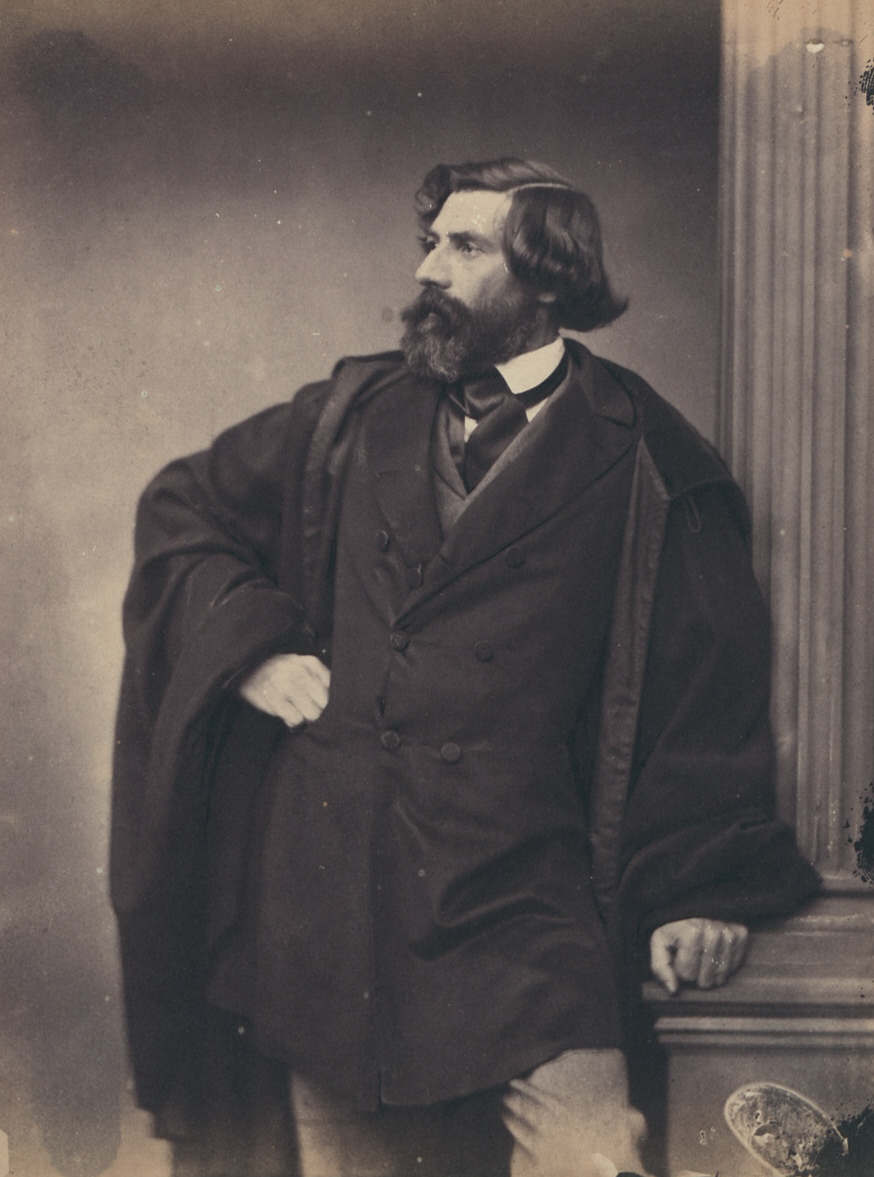
Ludwig Lange

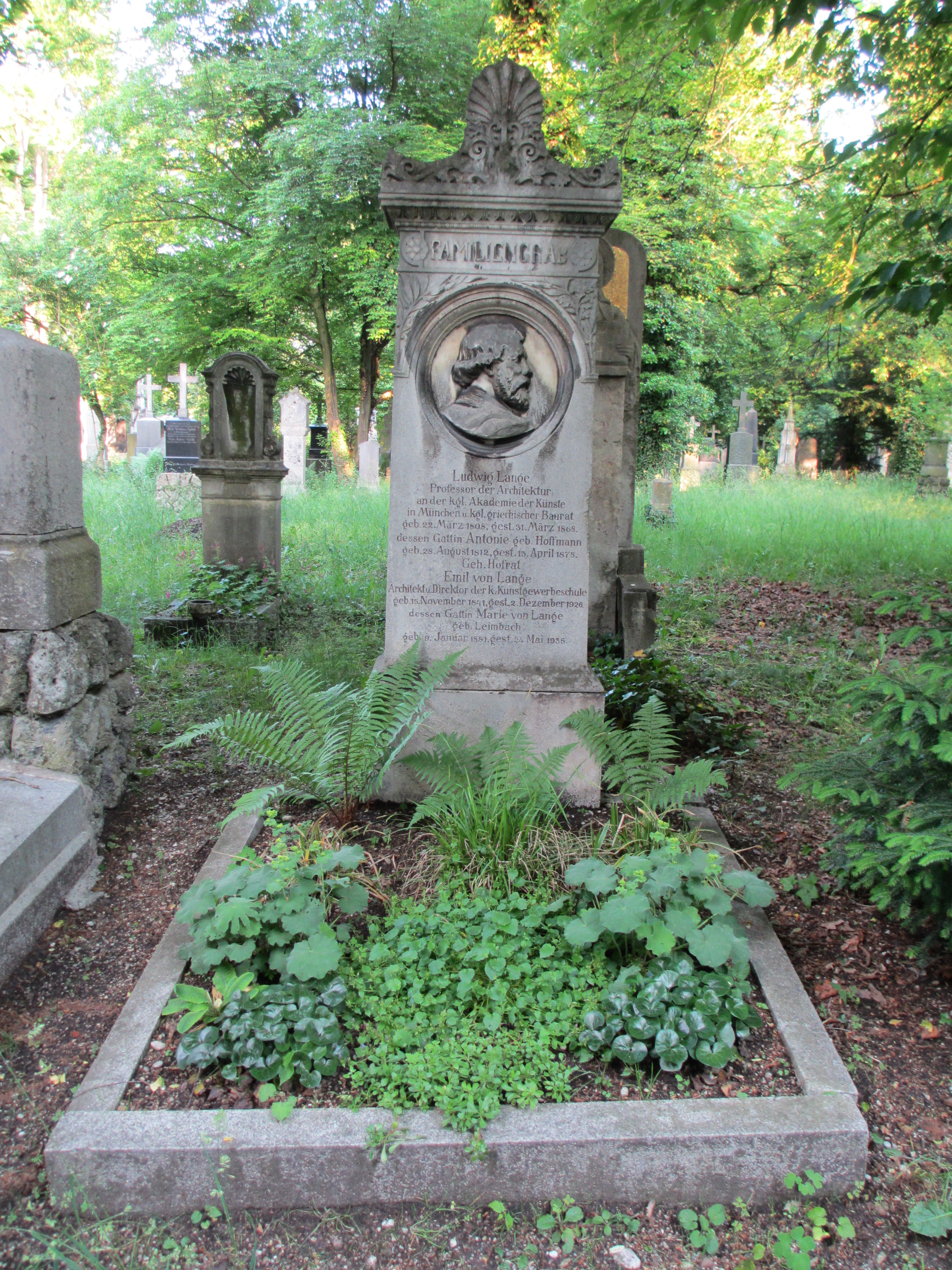
Grab von Ludwig Lange auf dem Alten Südlichen Friedhof in München

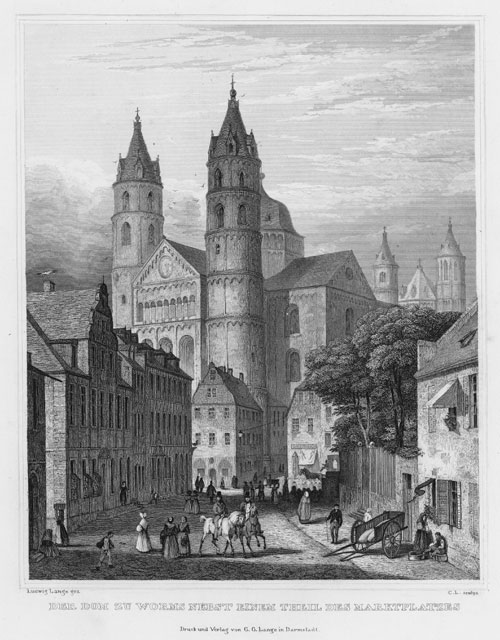
„Der Dom zu Worms nebst einem Theil des Marktplatzes“. Stahlstich nach einer Zeichnung von Ludwig Lange, 1832

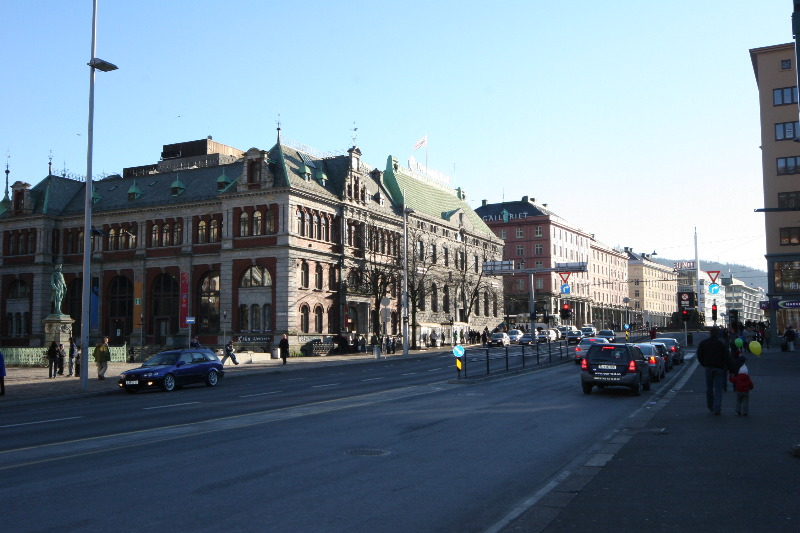
Ehemalige Börse in Bergen

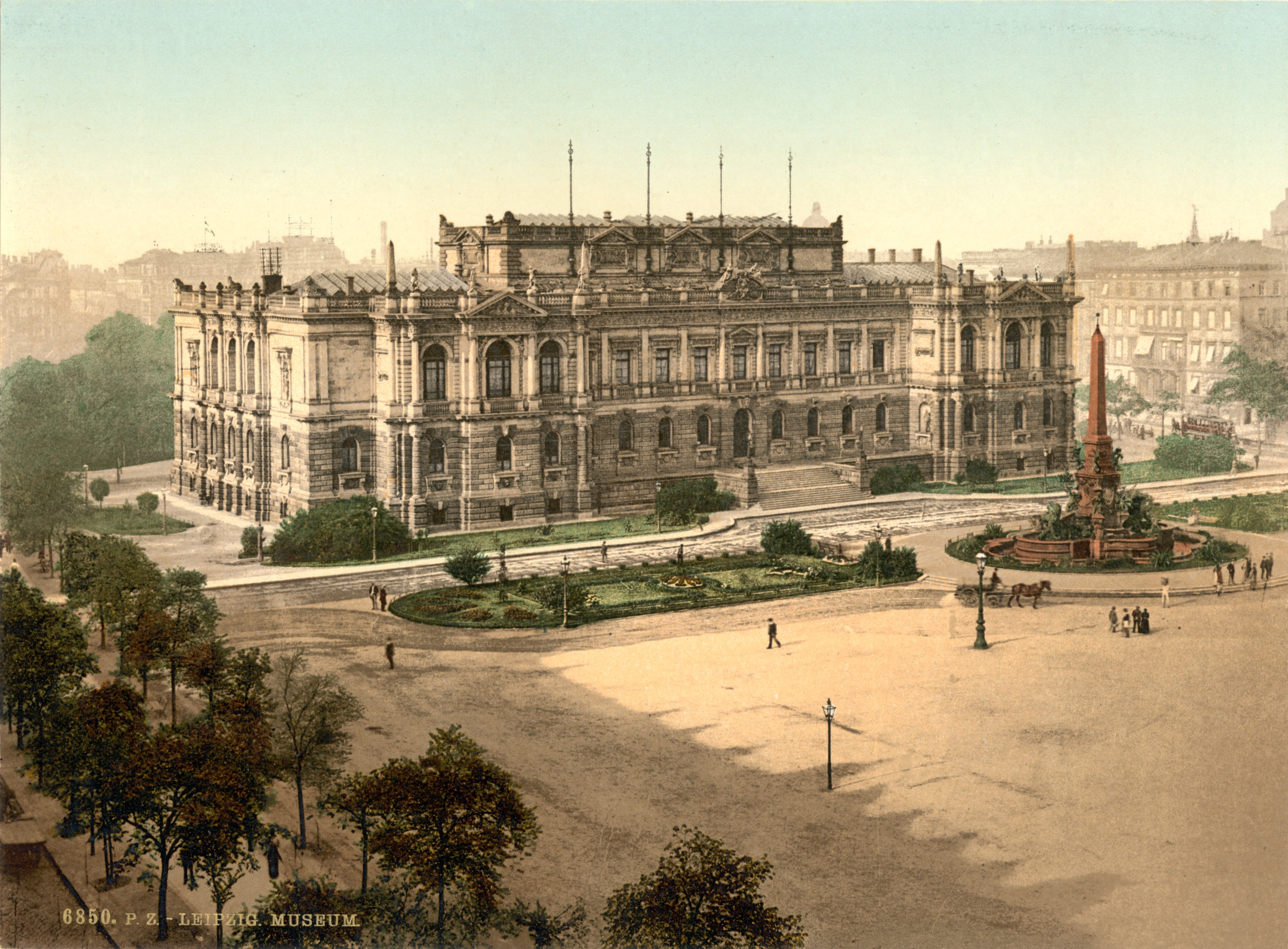
Museum der Bildenden Künste in Leipzig

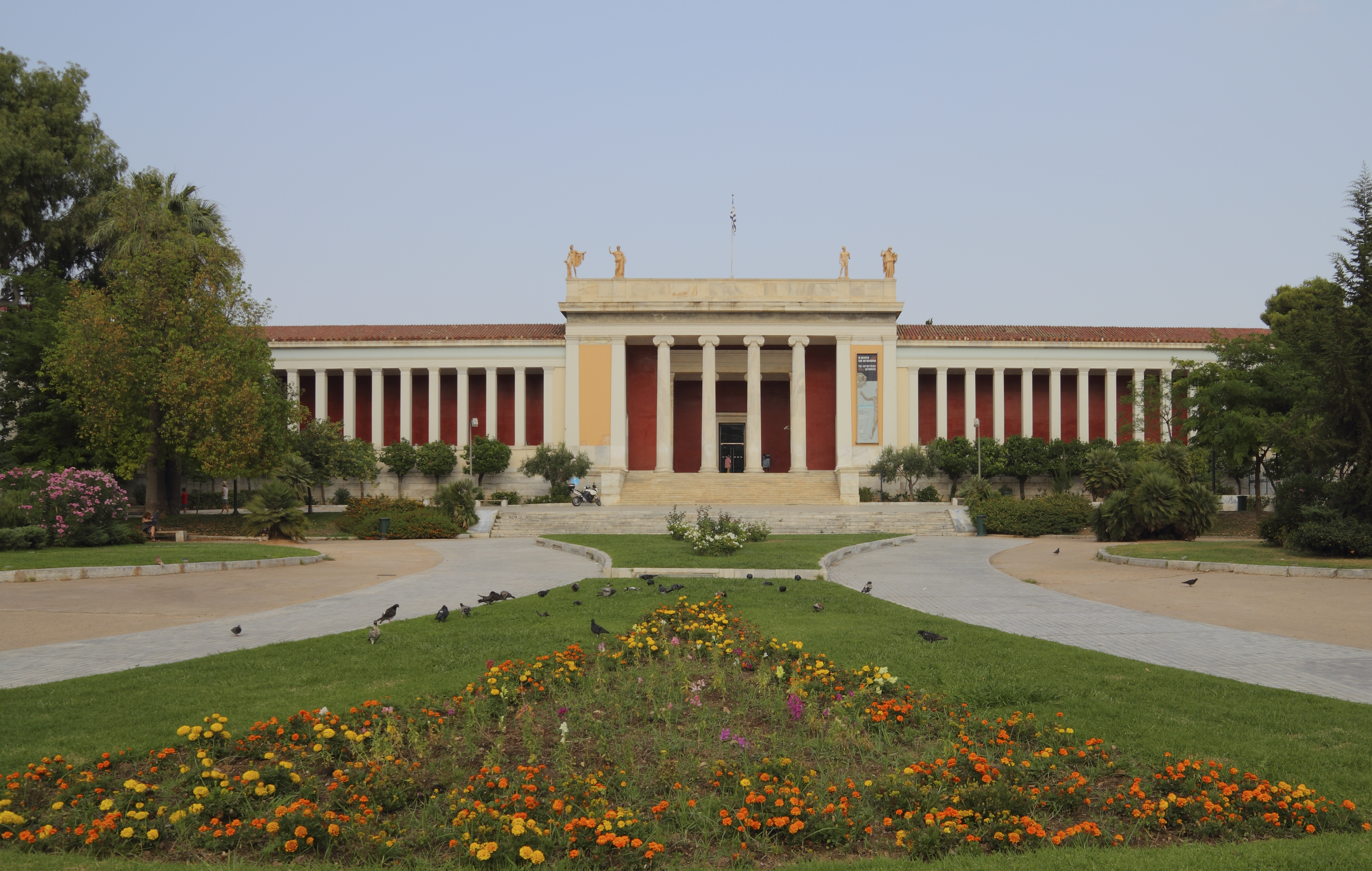
Archäologisches Nationalmuseum Athen

Ludwig Lange (* 22. März 1808 in Darmstadt; † 31. März 1868 in München) war ein deutscher Architekt, Architektur- und Landschaftszeichner.

## Leben
Ludwig Lange wurde 1808 in Darmstadt als Sohn eines Hofbeamten geboren. 1823 begann er seine Ausbildung als Architekt bei Georg August Lerch, die er 1826 an der Universität Gießen fortsetzte. Von 1826 bis 1830 arbeitete er außerdem bei Georg Moller mit. Von 1830 bis 1834 war er Schüler des Landschaftsmalers Carl Rottmann in München, mit dem er 1834 das erste Mal eine Studienreise nach Griechenland unternahm. Auf einer weiteren Reise lernte er den Schriftsteller Ludwig Steub kennen und folgte ihm auf seiner Segeltour nach Hydra und den Kykladen.
1835 wurde er zum Zeichenlehrer am neuen königlichen Gymnasium in Athen in Griechenland berufen, am 15. Mai außerdem vom griechischen König Otto I. zum Baurat ernannt. 1838 kehrte er nach München zurück und begann ausgedehnte Studienreisen durch Deutschland. 1847 wurde er dann als Nachfolger von August von Voit auf die Professur für Baukunst der Bauschule an der Königlichen Akademie der Künste in München berufen.
Bekannt wurde Lange durch seine lithographierten Malerischen Ansichten der merkwürdigsten und schönsten Kathedralen, Kirchen und Monumente der gotischen Baukunst am Rhein, Main und an der Lahn (Frankfurt 1833–1834). Im Jahr 1832 gab er zusammen mit dem Kupferstecher Ernst Rauch Original-Ansichten von Deutschland heraus, das nach seinen Zeichnungen Originalansichten der damals vornehmsten Städte in Deutschland, ihrer wichtigsten Dome, Kirchen und sonstigen Baudenkmäler im Stahlstich enthält. Teile seiner zahlreichen Entwürfe veröffentlichte er in Werke der höhern Baukunst (Darmstadt 1846–1855, 3 Bände).
Die königliche Villa bei Berchtesgaden und das Museum der bildenden Künste in Leipzig (1856–1857) sind nach seinen Plänen erbaut. In seinen Bauwerken schloss er sich an die klassischen Muster der italienischen Renaissance an. Zu seinen Schülern gehören sein Sohn, der ehemalige Direktor der Königlichen Kunstgewerbeschule München, Emil von Lange, der Schweizer Joseph Bühlmann und der Meininger Albert Schmidt. Langes Brüder waren der Landschaftsmaler Julius Lange sowie der Kunstdrucker und Verleger Gustav Georg Lange.

## Grabstätte
Die Grabstätte von Ludwig Lange befindet sich auf dem Alten Südlichen Friedhof in München (Gräberfeld 38 – Reihe 13 – Platz 24) Standort.

## Werke
- 1850–1853: Königliche Villa, Sommerresidenz für Maximilian II. in Berchtesgaden
- 1852: Müller’s Hotel in Liebenstein[1]
- 1852: Russische Kirche in Moskau, Russland
- 1854: Börse in Bergen, Norwegen
- 1856: Museum der bildenden Künste in Leipzig
- 1857: Evangelische Kirche in Hallstatt
- 1860: Archäologisches Nationalmuseum in Athen, Griechenland (Bau: 1866–1891. Die Fassadengestaltung stammt von Ernst Ziller)[2][3]
- 1860: Villa Feodora für den Erbprinzen Georg II. von Sachsen-Meiningen in Bad Liebenstein
- 1862: Schützenhalle in Innsbruck, Österreich

## Schriften
- Originalansichten der historisch merkwürdigsten Städte in Deutschland, ihrer Dome, Kirchen und sonstigen Baudenkmale, 6 Bände, Darmstadt 1832–1867.
  - Band 4: Nach der Natur aufgenommen von Ludwig Lange u. a. In Stahl gestochen von Ernst Willmann, Joh. Poppel, Gustav Ad. Müller und anderen deutschen Künstlern. Mit einem artistisch topographischen Text, Druck und Verlag von Gustav Georg Lange, Darmstadt 1843; Digitalisat der Bayerischen Staatsbibliothek
- Reiseberichte aus Griechenland, Darmstadt 1835.
- Der Rhein und die Rheinlande, Gustav Georg Lange, Darmstadt 1842.
- Malerische Ansichten der merkwürdigsten und schönsten Kathedralen, Kirchen und Monumente der gothischen Baukunst am Rhein, Main und der Lahn, Frankfurt 1843.
- Werke der höheren Baukunst, Darmstadt 1846.
- Die griechischen Landschaftsgemälde von Karl Rottmann in der neuen königlichen Pinakothek zu München, München 1854.
- Das Königreich Sachsen, Thüringen und Anhalt in malerischen Original-Ansichten, Abteilung 1: Das Königreich Sachsen, Darmstadt, Lange 1857.
- Köln einst, 2 Mappen, Beume, Opladen [1946].